# Prendere o lasciare (programma televisivo)
Prendere o lasciare fu un programma televisivo di tipo game show condotto da Enrico Papi, trasmesso su Italia 1 in access prime time dal 20 settembre al 7 dicembre 2007. Questa trasmissione rappresentava la versione italiana del format francese chiamato Let's Go Shopping; inizialmente era previsto che si intitolasse I sogni nel cassonetto, nome che però poteva fuorviare pensando ad un remake de I sogni nel cassetto, il primo show condotto da Mike Bongiorno nel 1980 su Telemilano 58 che in seguito diventò Canale 5.
Dal 26 ottobre 2009 al 29 gennaio 2010 sono state trasmesse repliche degli episodi con l'aggiunta di clip sexy di Raffaella Fico. A partire dal 4 giugno 2012 è stata replicata su Italia 2.

## Il programma
La struttura di Prendere o lasciare era molto particolare. In ogni puntata partecipava un diverso concorrente, che aveva con sé in studio suoi parenti o conoscenti che potevano aiutarlo, dandogli consigli durante la trasmissione.
La puntata era divisa in sei manche, in ognuna delle quali il conduttore mostrava al concorrente due diversi articoli di grande valore, di cui venivano illustrate le caratteristiche generali; il concorrente doveva cercare di valutare i prodotti mostrati e assegnare a ciascuno un prezzo che riteneva ragionevole. Dopo aver dato i due prezzi, il concorrente doveva decidere cosa prendere e cosa lasciare, ovvero cosa mettere nel "carrello", ovvero tentare di vincere, e cosa invece mettere nel "cestino", ovvero scartare e non poter più vincere. Un elemento caratteristico era il "Buio", un premio ignoto rappresentato da una busta contenente un foglio giallo con un punto interrogativo nero, che bisognava cercare di dedurre grazie a degli aiuti dati dal conduttore e decidere, senza conoscerlo, se accettarlo o rifiutarlo prendendo l'altra proposta esplicita; il contenuto del Buio veniva poi esplicitato solo dopo la decisione del concorrente, quindi quando non c'era più modo di cambiare idea. Il Buio aveva generalmente un valore molto alto, risultando spesso l'articolo più costoso in gioco nella puntata.
Al termine delle decisioni del concorrente si andavano a scoprire i veri prezzi di mercato dei premi proposti; se il valore totale in euro dei prezzi reali dei premi presi era inferiore al valore totale degli oggetti scartati il concorrente vinceva materialmente tutti gli articoli messi nel "carrello", diversamente non vinceva nulla. Chi giocava, quindi, doveva scegliere non solo gli articoli che più gradiva, ma anche quelli che riteneva meno costosi. La particolarità del gioco stava nel fatto che si vincevano solamente oggetti fisici, scelti dalla produzione, e nessun premio in denaro.
Tra i premi offerti sono stati sempre presenti dei putti di vario tipo, che venivano descritti accuratamente da Papi, il quale affermava scherzosamente di essere un esperto "puttologo".

### Tips & Tricks
Quanto sopra risulta ufficialmente, ma in realtà per poter vincere nel gioco non era necessario indovinare gli oggetti che costano meno. Per vincere era necessario infatti indovinare solamente l'oggetto con il prezzo più basso tra quelli proposti al momento in cui esce il "Buio". La differenza di prezzo tra il Buio e l'oggetto meno caro al momento dell'uscita del primo era infatti sempre superiore alla differenza di prezzo totale di tutti gli altri oggetti disponibili, quindi se non si indovinava l'oggetto che costava meno durante questa fase del gioco, tutte le altre scelte erano di fatto ininfluenti. Questo significa anche che era possibile scegliere durante il gioco gli oggetti che piacevano di più, indipendentemente dal prezzo, perché alla fine l'unica scelta che contava era quella in cui non si conosceva uno dei due elementi in gioco.